# Narciso Desmadryl
Narcisse Edmond Joseph Desmadryl, más conocido en español como Narciso Desmadryl (Lille, Francia, 25 de noviembre de 1801-Valparaíso, Chile, h. 1881) fue un grabador, dibujante y litógrafo francés, fundador de la industria litográfica en Chile.
Distinguido en Francia por sus dibujos y grabados en piedra, adquirió notoriedad por sus copias de las obras de Eugène Delacroix. En 1845 viajó a Chile, donde fundó un establecimiento litográfico. Realizó los planos del primer ferrocarril del país.
En 1854 publicó una obra en dos volúmenes, ilustrando los retratos de Galería nacional, o, Colección de biografías i retratos de hombres celebres de Chile. En 1857 realizó las ilustraciones de Galería de celebridades argentinas: biografías de los personages más notables del Río de la Plata. Su grabado del general Manuel Belgrano, inspirado en el cuadro de Francois Casimir Carbonnier, fue usado para la primera estampilla realizada en homenaje al patriota que formó parte de la serie Próceres Nacionales, emitida en 1867.
En 1873 se publicó su trabajo con Amadeo Pissis en el dibujo, grabación e impresión del primer mapa a escala de Chile.

## Galería
Galería con algunos trabajos realizados por Desmadryl:

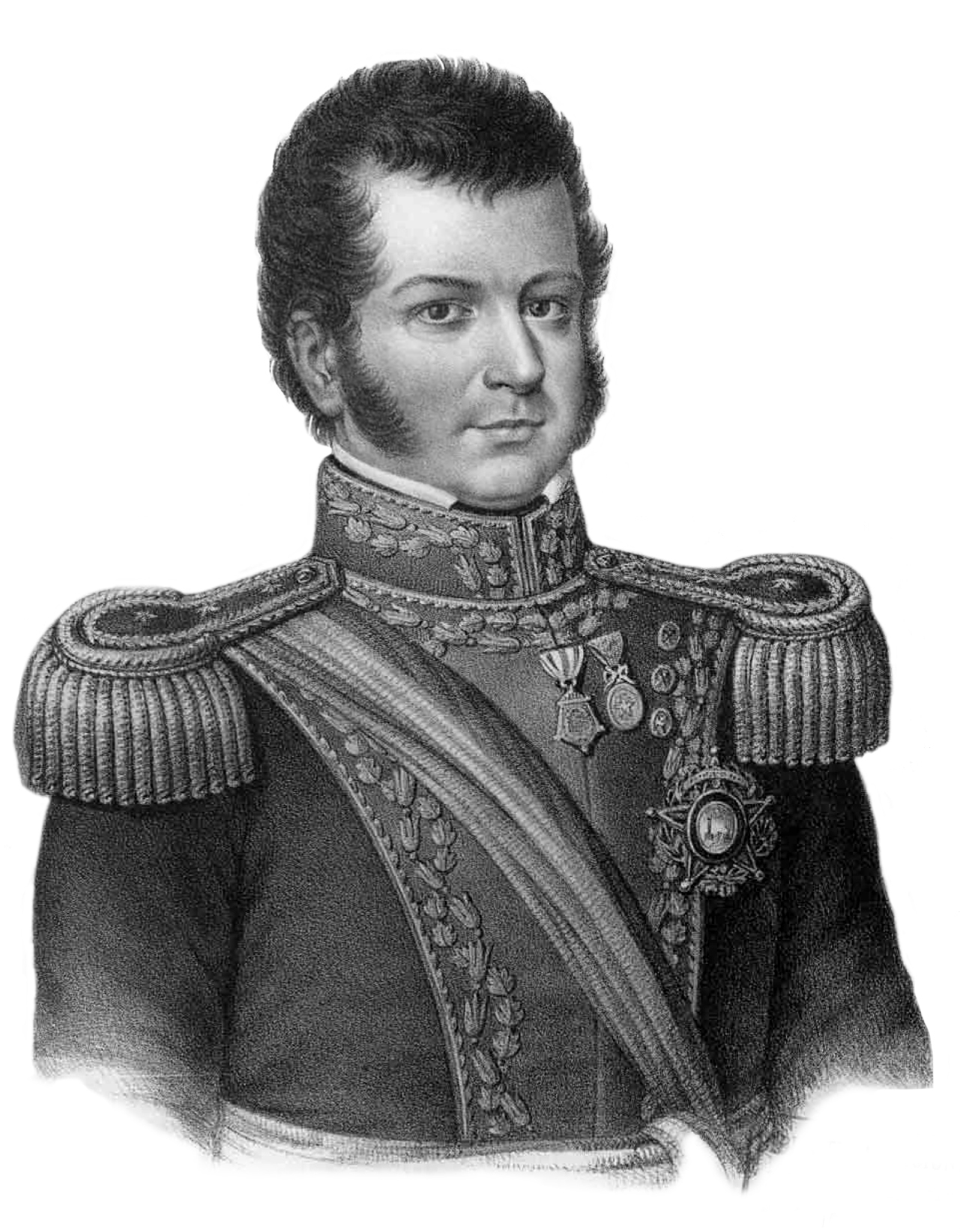
Bernardo O'Higgins
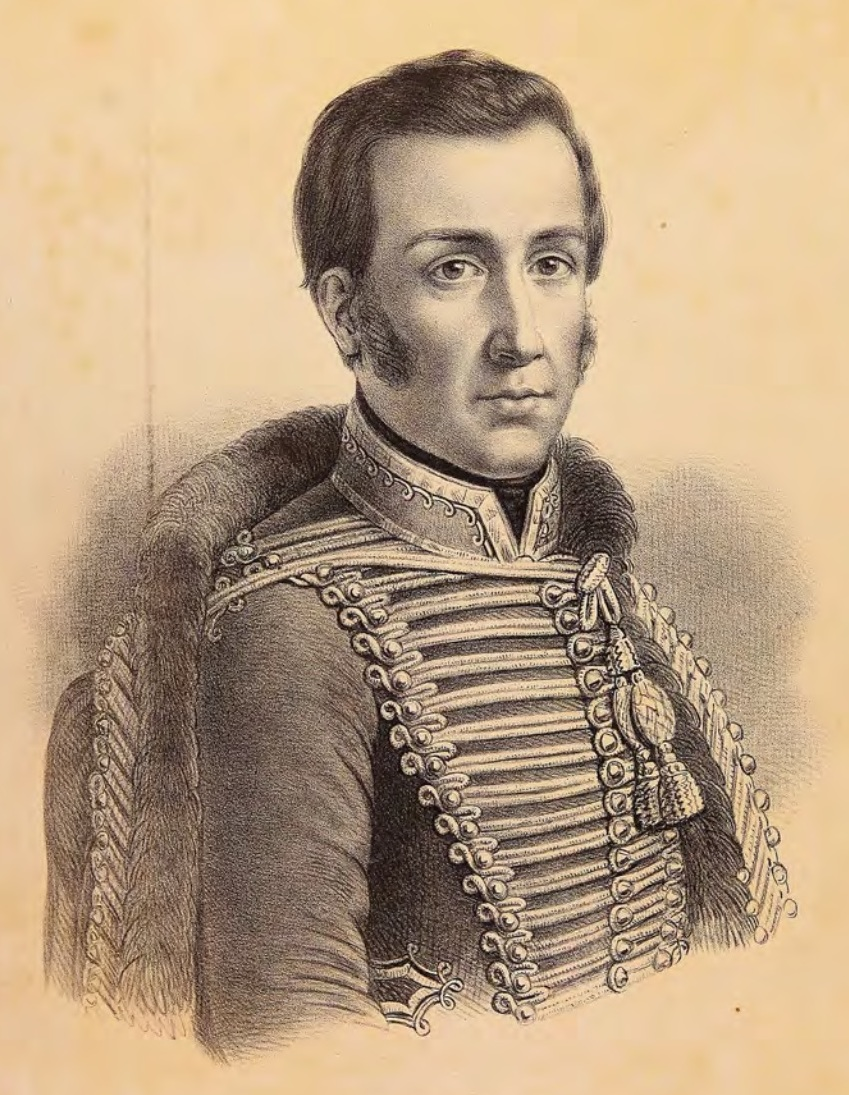
José Miguel Carrera
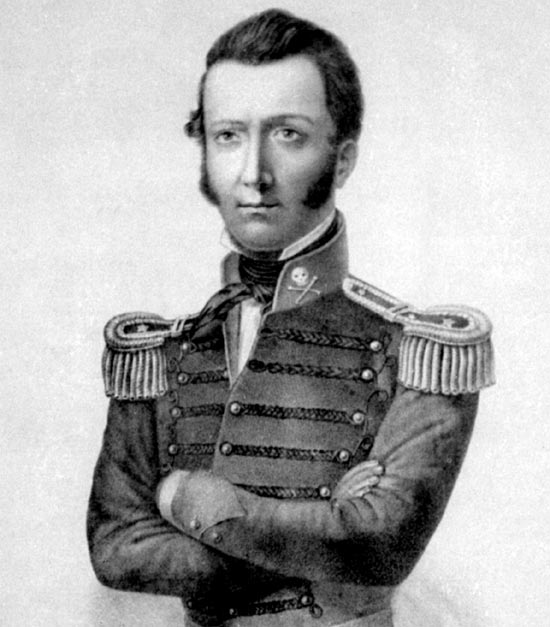
Manuel Rodríguez Erdoíza
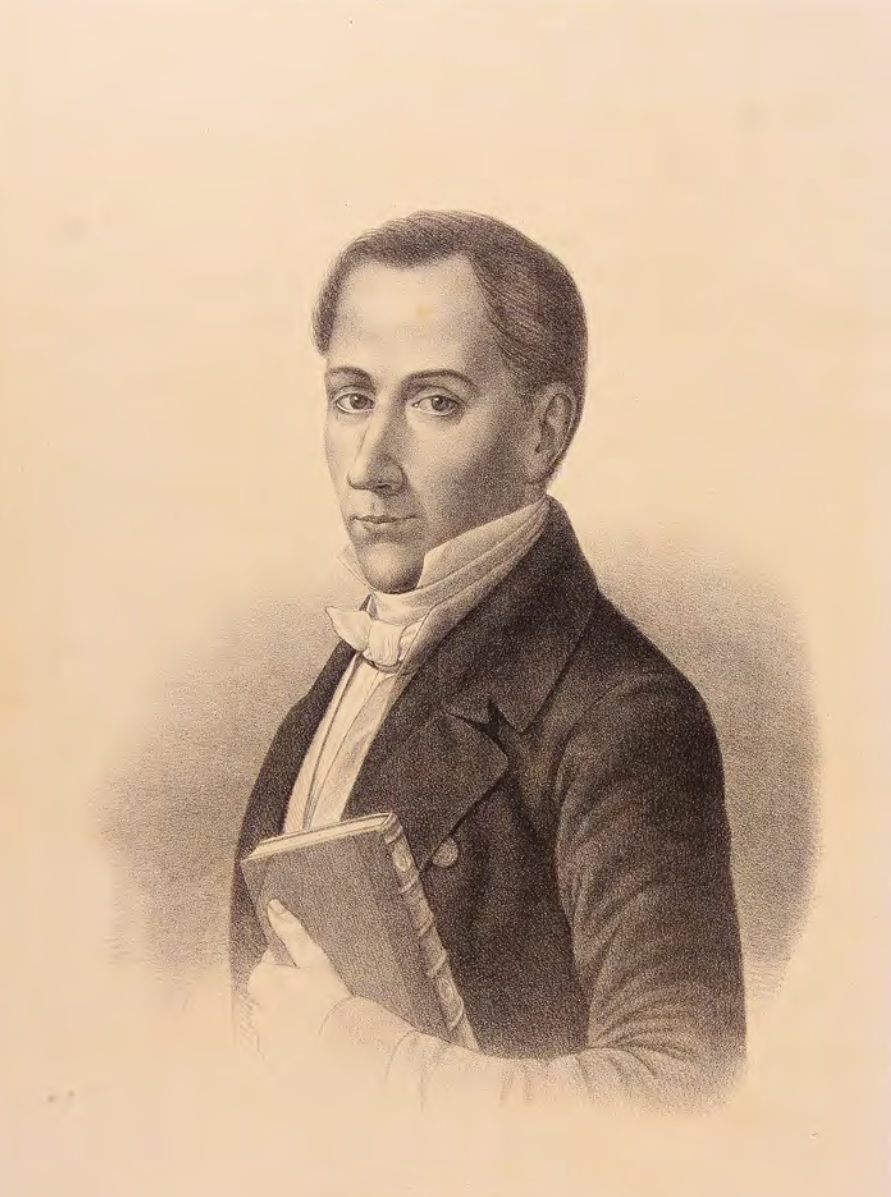
Diego Portales